# Wahlkreis Vogtland 3
Der Wahlkreis Vogtland 3 (Wahlkreis 3) ist ein Landtagswahlkreis in Sachsen. Er umfasst die Städte Elsterberg, Lengenfeld, Netzschkau, Oelsnitz, Reichenbach im Vogtland, Treuen und die Gemeinden Bergen, Bösenbrunn, Eichigt, Heinsdorfergrund, Limbach, Neumark, Neuensalz, Pöhl, Theuma, Tirpersdorf, Triebel, Werda im Vogtlandkreis.

## Wahl 2024
Zur Landtagswahl 2024 treten folgende Direktkandidaten und Parteien an:
| Direktkandidat   | Partei              | Erststimmen in % | Zweitstimmen in % |
| ---------------- | ------------------- | ---------------- | ----------------- |
| Marcus Fritsch   | CDU                 | 32,0             | 34,4              |
| René Standke     | AfD                 | 36,2             | 34,7              |
| Petra Rank       | Die Linke           | 3,0              | 2,2               |
| Danny Przisambor | GRÜNE               | 1,4              | 1,6               |
| Saskia Feustel   | SPD                 | 4,6              | 4,8               |
| Luisa Strobel    | FDP                 | 1,5              | 0,7               |
| Stephan Hösl     | Freie Wähler        | 7,5              | 2,0               |
| –                | Die Partei          | –                | 0,6               |
| –                | Piraten             | –                | 0,1               |
| –                | ÖDP                 | –                | 0,1               |
| –                | BüSo                | –                | 0,1               |
| –                | Tierschutz hier!    | –                | 1,1               |
| –                | dieBasis            | –                | 0,2               |
| –                | Bündnis C           | –                | 0,4               |
| –                | Bündnis Deutschland | –                | 0,2               |
| Janina Pfau      | BSW                 | 12,6             | 14,4              |
| –                | Freie Sachsen       | –                | 1,6               |
| –                | V-Partei3           | –                | 0,1               |
| Heiko Petzoldt   | WU                  | 1,1              | 0,7               |